# Varanus lungui
Varanus lungui — викопний вид варана. Він відомий з міоцену Угорщини.